# Magyar Vadak
A magyar Vadak utólagos művészettörténeti fogalom, amely a Magyar Nemzeti Galéria 2006-ban rendezett hasonló című kiállítása, illetve az ehhez kapcsolódó monográfia nyomán terjedt el a szak- és ismeretterjesztő irodalomban, és a XX. század első évtizedében a főként Párizsban tanuló, a fauvizmus hatása alá került magyar festőket jelölik ezzel az összefoglaló névvel. Jóllehet a magyar Vadaknak nevezett festők nem tömörültek egy, közös csoportba és nem nevezték magukat ezen a néven.

## Bevezetés

### Párizsi Akadémiák
A fiatal magyarok körében a legkedveltebb iskolának a Julian Akadémia számított: 1901 és 1907 között itt tanult Pór Bertalan, Márffy Ödön, Bornemisza Géza, Czóbel Béla, Czigány Dezső, Berény Róbert, Egry József, Galimberti Sándor, Perlrott-Csaba Vilmos és Orbán Dezső, többségük Jean-Paul Laurens növendékeként. De a magyar festők el-eljártak a Colarossi Akadémia, az Académie de la Grand Chaumière és a Humbert Akadémia esti rajzóráira is, ahol ezekben az időkben a francia fauve festők, Henri Matisse, André Derain, Albert Marquet és Henri Manguin is megfordult.
Márffy Ödön a Julianból az École des Beaux-Arts-ba iratkozott át, ahol barátkozott össze az 1905-ben a fauve-okkal kiállító Maurice Marinot-val, és itt találkozott Henri Matisse-szal is, akit korábban ugyan eltanácsoltak, de vissza-visszajárt, úgymond „a régi »haverokat«  meglátogatni.”
Matisse 1908 januárjában nyitotta meg saját szabadiskoláját. Tanítványainak derékhadát a skandináv, német és amerikai festők tették ki, a magyarok közül Perlrott Csaba Vilmosról és Bornemisza Gézáról tudjuk hitelt érdemlően, hogy Matisse növendékei közé tartoztak.

### Kiállítások, galériák, szalonok
A magyar Vadak közül sokan – így Czóbel, Kernstok, Berény, Orbán, Bornemisza, Perlrott és Mikola – bejáratosak voltak a kortárs festészet legjelentősebb gyűjtőcsaládjának, Steinéknek párizsi szalonjába is. A 27 rue de Fleurus szombatonként állt nyitva az érdeklődők előtt, és a vendégek itt nemcsak a fauve és kubista főművekben gazdag gyűjteményt csodálhatták meg, de személyesen találkozhattak a modern művészeti és irodalmi elit tagjaival is.
Az akadémiai tanulmányok mellett legtöbbet a galériák és kiállítások anyagából tanultak. A műkereskedő Ambroise Vollard volt az, aki először rendezett önálló tárlatot Cezanne-nak, Picassónak és Matisse-nak, jó kapcsolatot ápolt Bonnard-ral és Rouault-val, támogatta Gauguint, valamint felvásárolta Derain és Maurice de Vlaminck műtermének fauve kollekcióját – így nála alaposan meg lehetett ismerkedni a posztimpresszionisták, nabik és a Vadak festészetével.
A magyarok az évtized derekától kezdve már nemcsak nézőként, de kiállítóként is rendszeresen részt vettek a híres párizsi Őszi Szalonon (Salon d’Automne) és a Függetlenek Szalonján (Salon des Indépendants). Czóbel Béla már 1905-ben, azaz a fauvok nyilvános fellépésekor, a legmodernebbekkel együtt állított ki az Őszi Szalonon, és a következő esztendő tavaszától – Braque tanúsága szerint – már a fauve-okkal szerepelt együtt a Függetlenek Szalonjában. A kritikus Louis Vauxcelles-től kiérdemelte a nem túl hízelgő „fauve inculte” (faragatlan fauve) titulust, az amerikai Gelett Burgess pedig, aki 1908–1909-ben interjúkat készített a fauvokkal és kubistákkal Párizsban, beszámolt róla, miként sokkolta Czóbel vásznainak brutalitása.

## A magyar Vadak itthon

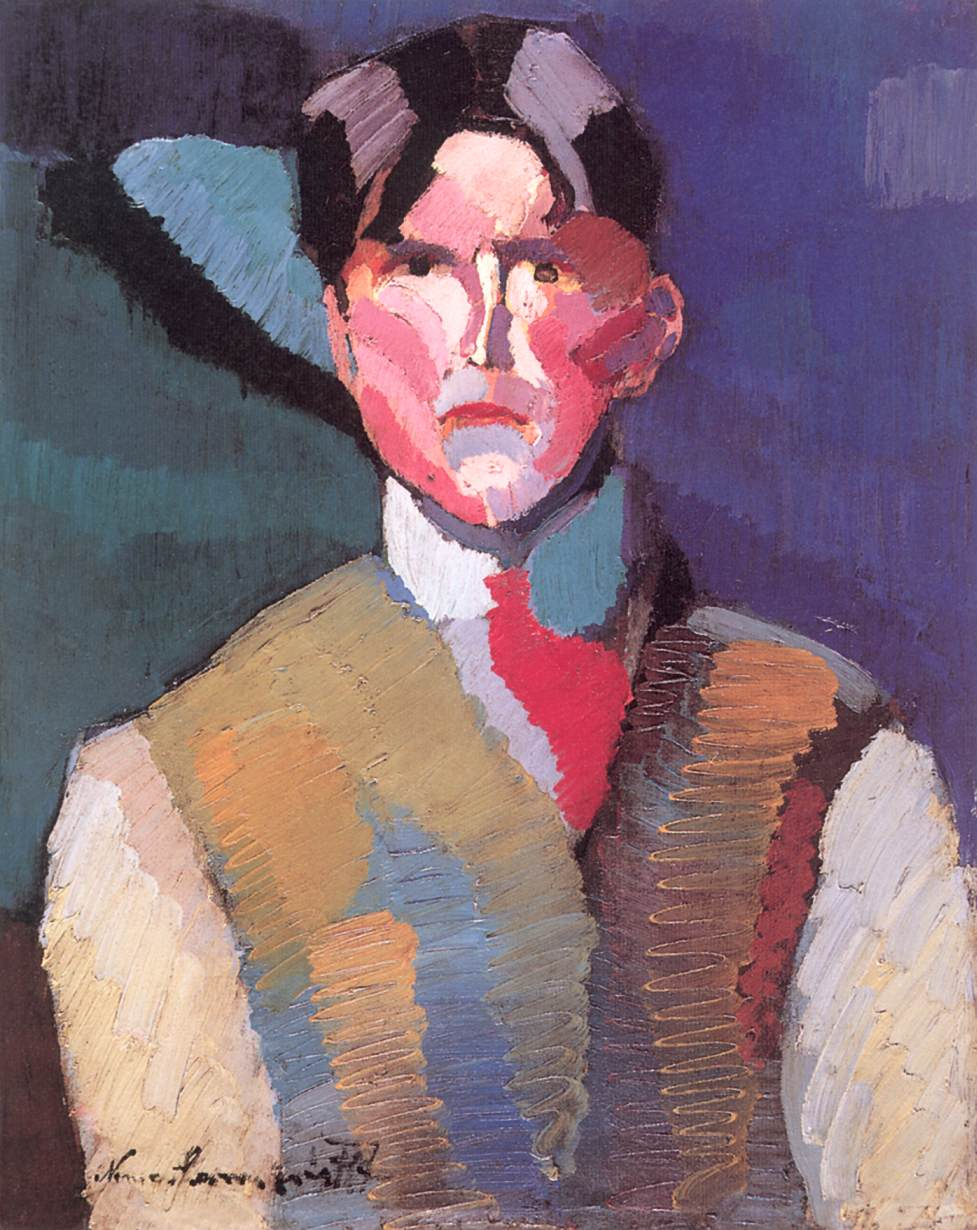
Nemes-Lampérth József önarcképe (1911)

Sajátos módon, a ránk maradt, leginkább fauvosnak tűnő alkotások közül igen sok nem Párizsban, hanem Nagybányán, Nyergesújfalun, Kaposváron vagy Kecskeméten készült. Egészen extrém eset Nemes-Lampérth Józsefé, aki Budapesten két évvel azt megelőzően festette meg fauvos önarcképét, hogy kijutott volna Párizsba tanulni.

### A nagybányai neósok
A már korábban is Nagybányán dolgozó Czóbel Béla 1906 nyarán érkezett a művésztelepre Párizsból hazahozott friss képeivel, amely revelatívan hatott a fiatal nemzedék számára. Réti István a művésztelep egyik alapítója és teoretikusa, a következőképpen emlékezik vissza: „1906-ban mutatta meg a kolóniában Czóbel Béla Párisból hozott festményeit, amelyek már az új stílust példázták. [...] Nagybányán és később, amikor jelentkezése ennek a stílusnak már Budapesten is általánossá lett, a festők összefoglalóan neoimpresszionizmusnak nevezték az új irány minden változatát, s híveit röviden neóknak.”
Jóllehet Czóbel többet nem vett részt a művésztelep munkájában, kétségtelen, hogy 1906-os fellépése robbantotta ki a neós forradalmat Nagybányán, és az elkövetkező években sok fiatal festő lett híve a vad stílusnak, köztük Bornemisza Géza, Boromisza Tibor, Dénes Valéria, Galimberti Sándor, Perlrott-Csaba Vilmos, Ziffer Sándor. Az idősebb nemzedékből egyedül Iványi-Grünwald Béla követte egy ideig ezt az irányzatot.

### Kaposvár

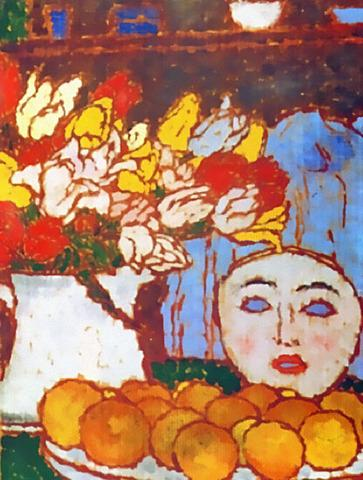
Rippl-Rónai József: Maszkos csendélet (1911)

Bár Kaposváron festőközpont nem működött, mégis említést érdemel, két kiemelkedő képességű, idevaló művész: Rippl-Rónai József és Galimberti Sándor miatt, akiknek képein gyakran feltűnik a jellegzetes, dél-dunántúli kisvárosi környezet.
Az 1902-ben hazatért Rippl-Rónai József művészete a nabik mozgalmába gyökerezett, de festészetének belső alakulása, az élénk tubus-színek, a harsány kontrasztok használata, képeinek dekorativitása sok tekintetben közel vitték a fauvizmushoz.
A keveretlen, színes foltokból felépített pettyegetett stílusát, az úgynevezett „kukoricás korszakát” már Kaposváron alakította ki.
Galimberti Sándor, ugyancsak Kaposvár szülötte, Réti István növendéke volt Nagybányán. Itt ismerte meg második feleségét, Dénes Valériát, akivel az évtizedfordulótól hosszabb időt töltöttek együtt Párizsban, és stílusuk az idők folyamán fokozatosan egymáséhoz idomult. Matisse személye és művészete nagy hatással volt rájuk – Dénes Valériáról tudni vélik, hogy két éven át a Matisse Akadémiát is látogatta.

### Nyergesújfalu

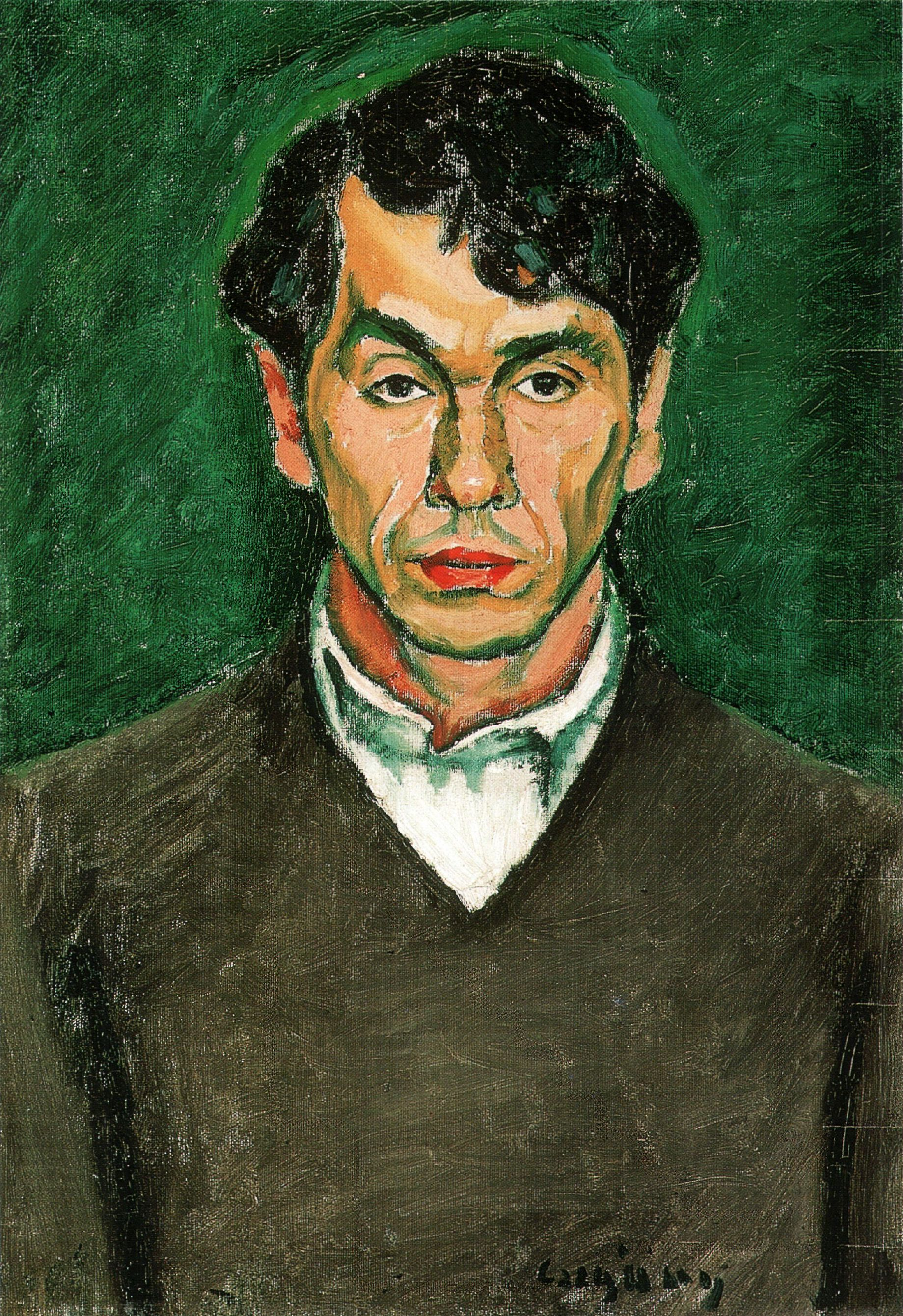
Czigány Dezső önarcképe (1909)

Kernstok Károly nyergesi szőlőbirtokára 1906-tól kezdve jártak le a modern irányzatokra fogékony képzőművészek, köztük Czigány Dezső, Czóbel Béla, Márffy Ödön, Kosztolányi-Kann Gyula, Lesznai Anna, Orbán Dezső, Pór Bertalan, Vaszary János és Vedres Márk, s mellettük a korabeli szellemi élet oly kiválóságai, mint a költő Ady Endre, a filozófus Lukács György, a művészettörténész Lyka Károly, a gyűjtő Nemes Marcell vagy az újságíró Relle Pál. Döntően tehát azok az alkotó értelmiségiek, akik meghatározó szerepet játszottak a Nyolcak mozgalmának létrejöttében.
Czóbel 1907 nyarán, Márffy egy évvel később tevékenykedett először Kernstok birtokán, és együtt munkálkodásuk nyomán bontakozott ki igazán Kernstok és Márffy fauve-os stílusa. Ekkor készült egyebek mellett Kernstok érzékeny Czóbel-portréja vagy a Fához támaszkodó fiú akt, Czóbel élénksárga vászna a nyergesújfalui udvarról, Márffy Nyergesi parasztlány című műve, valamint Fürdő nők című kompozíciója is, amely a Nyolcak bemutatkozó tárlatának, lett egyik botrányköve. E tárlat másik, sokat emlegetett főműve, Kernstok Károly: Ifjak című alkotása is itt készült.

### Budapest: aNyolcak

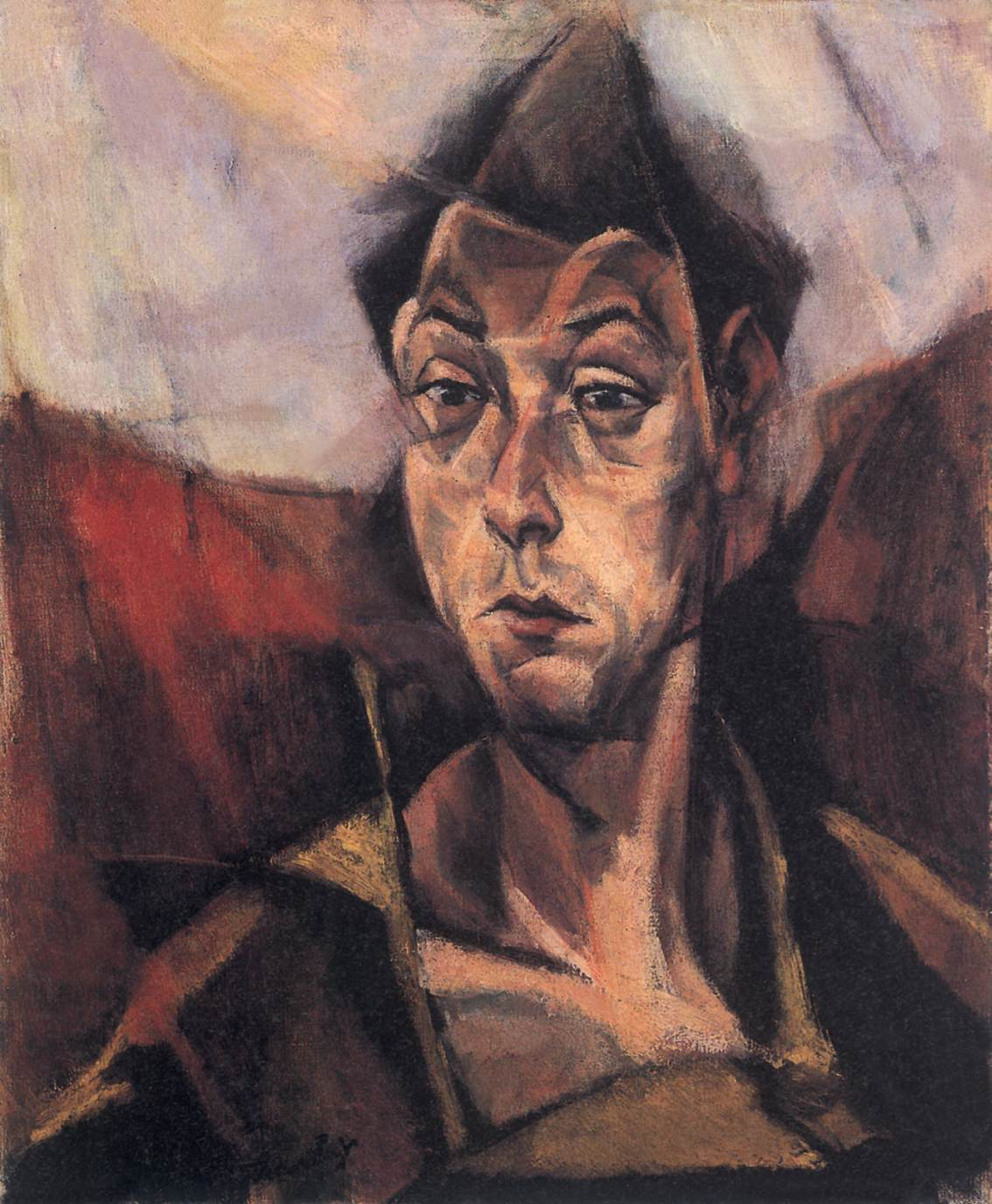
Tihanyi Lajos önarcképe (1912)

Az első magyar avantgárd csoport bemutatkozó tárlatát – még a később híressé vált Nyolcak csoportnév nélkül –, Új képek címén rendezték 1909 decemberének végén, a budapesti Könyves Kálmán szalonban. A csoport elsősorban a Párizst-járt művészek fauvizmus iránt fogékony festőiből verbuválódott, de a társaságnak a nagybányai neósok markáns képviselői nem lettek a tagjai. A csoport fele – Kernstok, Márffy, Pór, Berény – sosem dolgozott Nagybányán, a többiek – Tihanyi, Orbán, Czigány – is inkább csak laza szálakkal kötődtek a művésztelephez. A mindössze 32 festményt számláló kiállítás, amely ha egyenetlen módon is, de összefoglalta a csoporttagok addigi eredményeit, nagy botrányt kavart. A konzervatív kritikát és közönséget elsősorban a meztelen emberi test torzított, expresszív bemutatása, és a természetestől eltérő, szokatlanul rikító színvilág háborította fel.
A Nyolcak már e név alatt tartott, második, reprezentatív tárlatra 1911 áprilisában került sor, de addigra a többük stílusa alaposan megváltozott. A fejlődési folyamat leginkább Berény Róbert festészetén volt lemérhető, aki az első tárlaton még csak egy tájképpel szerepelt, most, mintegy kompenzációképpen, majd félszáz festményt számláló kollekciójával egymaga több, mint a felét adta a kiállított műveknek. Míg a többiek legújabb képeiket mutatták be, Berény 1906-tól vonultatta fel festményeinek javát.
Egy 20. század eleji festő és művészeti író, Rózsaffy Dezső francia nyelvű kritikájában így fogalmazott a Nyolcak 1911-es tárlatáról: "Akárcsak Párizsnak, nekünk is megvannak a magunk fauve-jai. És ha kevésbé leleményesek, érdesek és egyediek is, és több engedményt tesznek, mint francia kollégáik, azért nem kevésbé vadak.” Ez a megállapítás azonban késve érkezett 1911-re már alig voltak Magyarországon fauvok. A magyar Vadak látásmódja leginkább a nagybányai neósok körében élt tovább.

### Emlékkiállítások
- Budapest, Magyar Nemzeti Galéria: Magyar vadak Párizstól Nagybányáig. 1904-1914. 2006. március 21 – július 30.
- Ceret, Musée d’art moderne: Fauves hongrois. 1904-1914. 2008. június 20. – 2008. október 12.
- Cateau-Cambrésis, Musée départemental Matisse: Fauves hongrois. 1904-1914. 2008. október 25. – 2009. február 22.
- Dijon, Musée des Beaus-Arts: Fauves hongrois. 1904-1914. La leçon de Matisse. 2009. március 13. – 2009. június 15.
- Bruxcelles, l'Hôtel de Ville: Dialogues de fauves. 2010. december 2 – 2011. március 20
- Párizs, Musée d’Orsay: Allegro Barbaro. Béla Bartók et la modernité hongroise (1905-1920). 2013. október 15 – 2014. január 5.

## Külső hivatkozások
- Magyar Vadak festményei a Kieselbach galéria honlapjáról